# Million

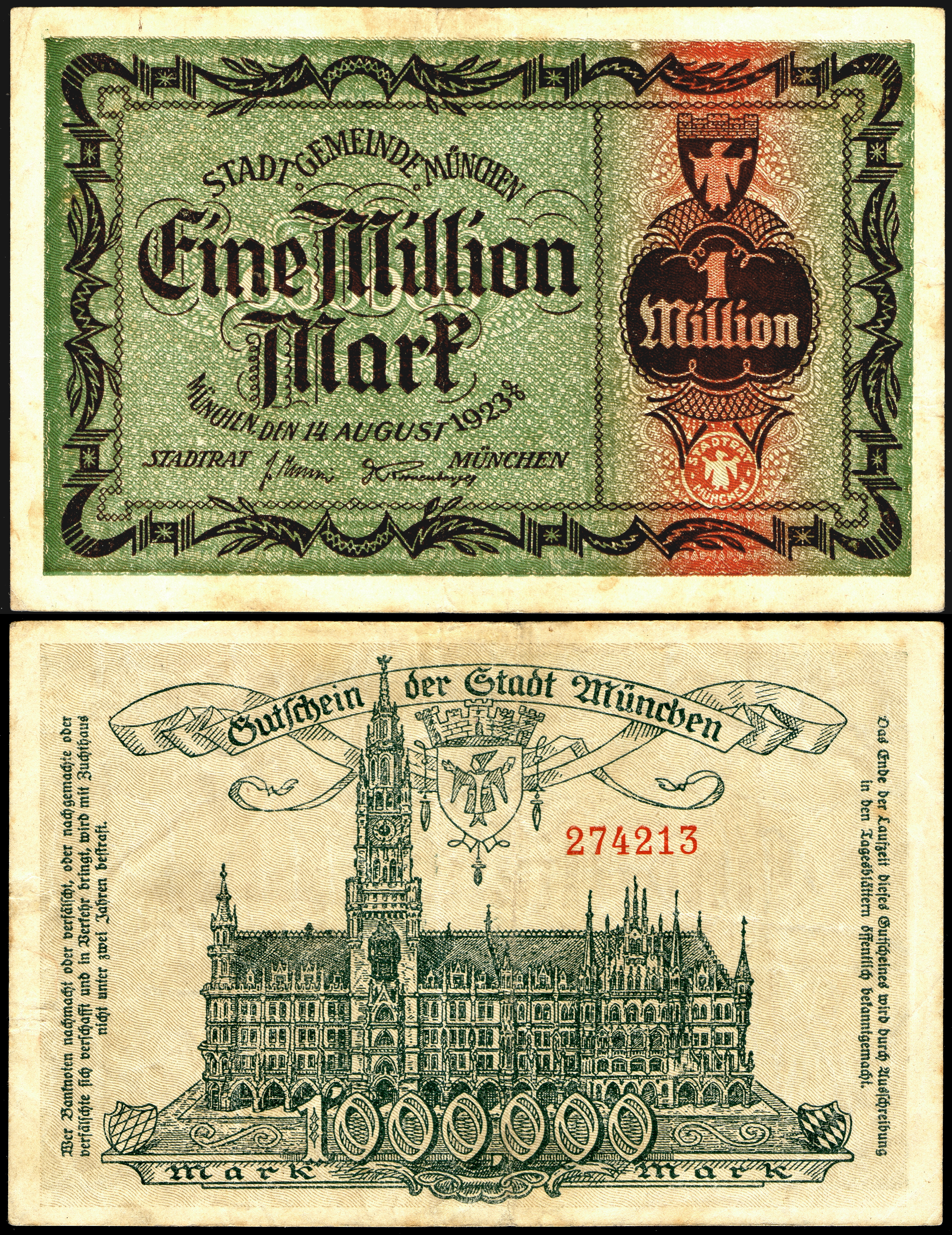
Notgeldschein: eine Million Mark, München (1923)

Million (Abkürzung Mio., Mill.) ist ein Zahlwort und bezeichnet die Zahl 1.000.000 = 106.

## Sprachliches
Das Zahlwort Million stammt aus dem Italienischen. Es setzt sich aus dem, auch schon lateinischen, Zahlwort mille für „tausend“ und dem Vergrößerungssuffix -one zusammen, bedeutet also „großtausend“. Aus dem Italienischen gelangte es als Lehnwort in viele europäische Sprachen.
Die Million ist im Deutschen ein Substantiv und wird entsprechend dekliniert, bei Angaben mit Brüchen über einer Million oder Angaben mit Dezimalstellen, schließlich bei allen Zahlen ab 1.500.000 also im Plural gebraucht: eine halbe Million, eine Million, 0,8 Millionen, anderthalb Millionen, zwei Millionen usw. Als Ordnungszahl wird es jedoch stets zusammengeschrieben: der (ein)millionste, zweimillionste usf. So schreibt man z. B. für 1.204.613 „eine Million zweihundertviertausendsechshundertdreizehn“.
Die Million wird nach DIN 5008 mit Mio. abgekürzt. Deutschsprachige Wörterbücher kennen auch Mill. als Kurzform, wobei jedoch beim Lesen eine Verwechslungsgefahr mit der Milliarde besteht, da deren Abkürzung Mrd. nicht allen Lesern geläufig sein mag. Im metrischen System steht die griechische Vorsilbe mega- (von griech. μέγας, mégas „groß“) für den millionenfachen Wert, die Vorsilbe mikro- (v. griech. gr. μικρός, mikrós „klein“) für ein Millionstel.
Umgangssprachlich wird Million oft als Mille abgekürzt, was auch für Tausend steht. So nannte der Rapper Casper seinen Dankeschön-Song für 500.000 Facebook-Fans Halbe Mille.
Da die (alt-)griechische Sprache ein einfaches Wort für „zehntausend“ kennt (μύριοι, Myriade), wird das Zahlwort für die Million als „hundert mal zehntausend“ gebildet, griechisch εκατομμύριο (ekatommýrio). Dasselbe gilt für das chinesische Zahlsystem und die davon abgeleiteten Zahlensysteme Ostasiens. In Indien verwendet man statt Million und Milliarde auch auf Englisch die Hindi-Wörter Lakh für 100.000 und Crore für 10 Millionen. Dementsprechend schreibt man dort nicht 200.805.300, sondern 20,08,05,300 (zwanzig Crore acht Lakh fünftausend dreihundert).

## Vorsätze für Maßeinheiten
Bezieht man sich auf Maßeinheiten, dann bezeichnet man das Millionenfache der Maßeinheit mit dem Präfix Mega (abgekürzt: M), wohingegen der millionste Teil (10−6) mit Mikro (abgekürzt: μ) bezeichnet wird. Z. B. ist ein Mikrometer (μm) ein millionstel Meter (10−6 m).
Auch beim Bezug auf die Maßeinheit Byte in der Informatik wird heute die Bezeichnung Megabyte (MB) im Sinne von genau einer Million Byte verstanden. Das sind 106 Byte und nicht 220 = 1 048 576 Byte, was eine Million Byte um fast 5 % überschreitet. Zur Benennung von 220 Byte wird die Bezeichnung Mebibyte (abgekürzt: MiB) nahegelegt; Mebi (Mi) ist ein Binärpräfix, während Mega (M) ein Dezimalpräfix ist.

## Mathematisches

Visualisierung von Zehnerpotenzen von 1 bis 1 Million

- 1 Million = 1 000 000 = 106; die Million ist also eine Zehnerpotenz (Stufenzahl) mit dem Exponenten 6.
- 1 Million = 1000 · 1000 = 10002; damit ist die Million eine Quadratzahl.
- 1 Million = 100 · 100 · 100 = 1003; damit ist die Million auch eine Kubikzahl.
- 1 Million ist eine gerade Zahl.

### Teiler
Die Faktorisierung ist {\displaystyle 2^{6}\cdot 5^{6}}. Daraus ergeben sich {\displaystyle (6+1)\cdot (6+1)}, also {\displaystyle 7\cdot 7=49} Möglichkeiten, eine Zweierpotenz ({\displaystyle 2^{0}} bis {\displaystyle 2^{6}}) mit einer Potenz von fünf ({\displaystyle 5^{0}} bis {\displaystyle 5^{6}}) zu multiplizieren. Die Zahl 1.000.000 hat damit genau folgende 49 Teiler:
1, 2, 4, 5, 8, 10, 16, 20, 25, 32, 40, 50, 64, 80, 100, 125, 160, 200, 250, 320, 400, 500, 625, 800, 1.000, 1.250, 1.600, 2.000, 2.500, 3.125, 4.000, 5.000, 6.250, 8.000, 10.000, 12.500, 15.625, 20.000, 25.000, 31.250, 40.000, 50.000, 62.500, 100.000, 125.000, 200.000, 250.000, 500.000, 1.000.000

## Die Rolle bei der Benennung von Riesenzahlen
Im Deutschen basieren die Zahlennamen von Riesenzahlen auf der Basis eine Million und einem Exponenten n, der für n>1 einem entsprechenden lateinischen Zahlwort entspricht. Man bezeichnet mit 1000000n eine „n-illion“ und mit 1000000n+0,5 eine „n-illiarde“. So nennt man z. B. die Zahl 1 000 000 000 000 000 000 = 106·3 = 10000003 eine Trillion und die Zahl 1051 = 106·8,5 = 10000008,5 eine Oktilliarde. Zu den Unterschieden im Englischen und in anderen Sprachen und anderen Ländern siehe Lange und kurze Skala.

## Naturwissenschaft
Analog zu Prozent und Promille gibt es den englischen Ausdruck parts per million (ppm), der für einen auf 1.000.000 Teile, also für ein Millionstel, steht.

## Kultur und Gesellschaft
Die Million ist ein Synonym für eine besonders große Menge, vor allem für eine große Geldmenge. Neben dem Millionär als Inbegriff des reichen Menschen stehen hierfür Begriffe wie Millionenkredit und Millionenseller.
- Die Ende des 19. Jahrhunderts durch den Verkauf von Baugrund schnell zu Reichtum gelangten Bauern in Berlin (Millionenbauern), sind Gegenstand eines Romans und Theaterstücks von Max Kretzer. Ein ähnliches Motiv liegt der Fernsehserie Der Millionenbauer zugrunde.
- Million Dollar Baby ist der Titel eines mehrfach ausgezeichneten Filmes von und mit Clint Eastwood über das Box-Milieu.
- Millionenlinie ist der Name einer besonders teuren Zugstrecke in den Niederlanden.